# 오노지마
오노지마(일본어: 小ノ島 おのじま[*], 생몰년 미상)는 막부 말기 사츠마번 에도 번저의 오쿠로죠이다. 小野島 (발음은 동일)로 쓰기도 한다. 斧島 (발음은 같음)는 와전이라고 한다.
에도 번저의 로죠 중에서도 필두였다. 텐쇼인이 쇼군 도쿠가와 이에사다의 정실이 되어 에도성에 들어가자, 텐쇼인과의 연락 역할을 맡게 되었다. 텐쇼인 측 로죠 이쿠시마와 사이고 타카모리를 통해 성 안 등의 밀정 활동을 하고 있었다고 한다. 주로, 14대 쇼군에 히토츠바시 요시노부를 옹립하려는 획책을 시도했으나, 옛날부터 이어온 오오쿠 세력을 뒤집지는 못했다. 게이오 원년 (1866년)경 은거했다.
생몰년은 알려져 있지 않지만, 그 무덤은 일련정종 묘엔지 (도쿄도 스미다구 아즈마바시)에 있다.

## 관련 작품
- 『아츠히메』 (2008년, NHK대하드라마) - 사토 아이코